# 56561 Джейміномен
56561 Джейміномен (56561 Jaimenomen) — астероїд головного поясу, відкритий 5 травня 2000 року.
Тіссеранів параметр щодо Юпітера — 3,547.